# Оптимати (Византија)
Оптимати (грч. ὀπτιμάτοι, од лат. optimates, најбољи, најплеменитији) су с почетка представљали елитни византијски пук. Доцније, средином 8. века деградирани су у интендантске и логистичке корпусе и додељени теми која је названа по њима — Оптимата. Ова је опстала као административна јединица све до турског освајања ових простора у првој половини 14. века.

## Историјат
Оптимате је први увео крајем 5. века (отприлике 575) Тиберије II Константин. Према Маврикијевом Стратегикону, они су представљали елитни пук федерата, највероватније готског порекла. Био је то корпус коњаника, који је бројао негде између 1.000-5.000 људи; чинили су део резерних снага, а њихов командант је носио јединствену титулу таксијарха. Теофан Исповедник помиње њихове потомке, „Гото-Грке“, у Битинији, који су живели почетком 8. века. У то време корпус је бројао 2.000 људи, што вероватно одговара њиховој првобитној величини, будући да се зна да су тематске трупе у које су улазили претрпеле лакше губитке.
Пошто је угушио устанак стретега теме Опсикија, Артавазда, једну од мера безбедности коју је предузео Константин V била је та да тематским војсковођама смањи моћ, те је деградирао и оптимате. Издвојио их је из теме Оспикија у којој су раније пребивали и доделио их новооснованој теми Оптимата, која је обухватала полуоствро наспрам Константинопоља све до ушћа реке Сангарије, протежући се на обе обале Никомедијског залива. Седиште јој се налазило у Никомедији. Први помен о теми Оптимата као засебној административној јединици у изворима датира из 774/775, али нема сумње да њен настанак пада у годинама након сузбијања Артаваздовог устанка; у исто време дошло до је до даљег распрчавања и смањивања некада моћне теме Опсикија оснивањем теме Букеларија.
Тема Оптимата отада за разлику од осталих не пружа више трупе, него корпус од 4.000 мазгара скупа са њиховим животињама. Ови су као интендантска колона снабдевали цариградске тагме. Нису се делили на турме и друнге, што је подвукао Константин VII Порфирогенит као знак њихове подређености. Сходно томе, њихов претпостављени доместик носио је најнижи чин од свих провинцијских стратега у царској хијерархији. Као и у осталим темама, доместик је уз себе имао заменика (топотирит), главног финансијског званичника (хартуларије) и секретаријат којим је председавао протоканкеларије.
Тема Оптимата претрпела је пустошење Турака-Селџука након битке код Манцикерта, али се њено седиште Никомедија одржало. За време Алексија I Комнина поново је враћена под окриље Византије. Потом су је после Четвртог крсташког рата (1204) заузели Латини, да би се под Јованом III Ватацом обновила (1240) и опстала све док је у већем делу нису покориле Османлије у првој половини 14. века.